# V리그 1
V리그 1(Vietnam League 1)는 1980년에 시작된 베트남의 축구의 최상위 리그다.

## 역사

### 초창기
1980년에 세미프로 축구대회 올 베트남 풋볼 챔피언십으로 탄생했다. 17개 팀이 참가했으며 3개 그룹으로 나뉘어 컵 토너먼트 방식으로 치러졌고 테 꽁 FC(당시 꺼우락보꽌도이)는 이 시기에 5회 우승하며 리그 역사상 가장 성공적인 클럽으로 남았다. 이 때 달성한 최다 우승 기록은 아직까지 깨지지 않고 있다.

### 프로화
이 대회는 2000-01 시즌 이후에 프로 리그로 전환했다. 프로화 초기에는 10개 팀이 참가 했는데 이후부터 외국인 선수를 고용하는 것이 가능해졌고 2012년 베트남 프로축구 연맹이 설립 되었으며 리그의 운영 권한이 베트남 축구 협회(VFF)에서 베트남 프로축구 연맹(VPF)으로 이양 되었다.

베트남 프로축구 연맹이 창설된 이후 V리그는 질적으로 성장했다. 강력한 규제를 두어 프로구단들의 부패를 막고 규정을 위반한 구단은 강등 시키기도 했다. 연맹 창설 이후 외국인 심판이 리그에 참여하게 되기도 하였으며 또한 연맹은 V리그 1과 V리그 2를 창설하여 승강제를 도입하였다. 이후 V리그는 리그의 안정성과 완성도를 인정받아 아시아 축구 연맹으로부터 우승 팀으로 하여금 AFC 챔피언스리그에 참가할 수 있는 권한을 부여받았다.

## 2024-25 리그 참가팀
- V리그 1은 14개 팀이 경쟁한다

| 구단             | 연고지    | 홈구장                                         | 수용인원 | V리그 첫시즌 | 감독              |
| ---------------- | --------- | ---------------------------------------------- | -------- | ------------ | ----------------- |
| 꽝남             | 땀끼      | 땀끼 경기장                                    | 15,624   | 2014         | 반시산            |
| 남딘 FC          | 남딘      | 티엔쯔엉 경기장                                | 30,000   | 1982         | 부홍비엣          |
| 다낭 FC          | 다낭      | 치랑 경기장                                    | 28,000   | 2001         | 레 후인 득        |
| 베카멕스 빈즈엉  | 빈즈엉    | 고 다우 경기장                                 | 18,250   | 2004         | 판탄훙            |
| 사나카인호아     | 냐짱      | 19/8 냐짱 경기장                               | 25,000   | 2015         | 보 딘 탄          |
| 사이공 FC        | 호찌민    | 통녓 경기장                                    | 25,000   | 2016         | 응우옌 득 탕      |
| SLNA             | 빈        | 빈 경기장                                      | 18,000   | 2000         | 응우옌 후이호앙   |
| 타인호아         | 타인 호아 | 타인 호아 경기장                               | 14,000   | 2010         | 벨리자르 포포프   |
| 탄꽝닌           | 껌파      | 껌파 경기장                                    | 15,000   | 2014         | 딘 꺼오 응이아    |
| 테 꽁            | 하노이    | 미딘 경기장                                    | 40,192   | 1981         | 딘 테 남          |
| 하노이 폴리스 FC | 하노이    | 항더이 경기장\|                                | 22,500   | 1956         | 알렉산드레 푈킹   |
| 하노이 T&T       | 하노이    | 미딘 경기장 (2023-2024 ACL 한정) 항더이 경기장 | 22,500   | 2008         | 르 둑 뚜언        |
| 하이퐁 FC        | 하이퐁    | 락 트라이 경기장                               | 30,000   | 2000         | 주딘응힘          |
| 호앙아인 잘라이  | 잘라이 성 | 플레이쿠 경기장                                | 12,000   | 2003         | 끼앗띠삭 세나므앙 |
| 호찌민 시티      | 호찌민    | 퉁낫 스타디움                                  | 23,000   | 2000         | 부띠엔탄          |

## 역대 기록

### 연도별 우승 팀
| 시즌      | 우승팀          |
| --------- | --------------- |
| 1980      | 통쿡드엉삿      |
| 1981-82   | 꺼우락보꽌도이  |
| 1982-83   | 꺼우락보꽌도이  |
| 1984      | 콩안 하노이     |
| 1985      | 콩응이엡하 남딘 |
| 1986      | 캉 사이공       |
| 1987-88   | 꺼우락보꽌도이  |
| 1989      | 동탑            |
| 1990      | 꺼우락보꽌도이  |
| 1991      | 하이꽌          |
| 1992      | 콩난꽝남 다낭   |
| 1993-94   | 캉 사이공       |
| 1995      | 콩안탄포 사이공 |
| 1996      | 동탑            |
| 1997      | 캉 사이공       |
| 1998      | 꺼우락보꽌도이  |
| 1999-2000 | SLNA            |
| 2000-01   | SLNA            |
| 2001-02   | 캉 사이공       |
| 2003      | 호앙아인 잘라이 |
| 2004      | 호앙아인 잘라이 |
| 2005      | 각동떰 롱안     |
| 2006      | 각동떰 롱안     |
| 2007      | 베카멕스 빈즈엉 |
| 2008      | 베카멕스 빈즈엉 |
| 2009      | 다낭            |
| 2010      | 하노이 T&T      |
| 2011      | SLNA            |
| 2012      | 다낭            |
| 2013      | 하노이 T&T      |
| 2014      | 베카멕스 빈즈엉 |
| 2015      | 베카멕스 빈즈엉 |
| 2016      | 하노이 T&T      |
| 2017      | 꽝남            |
| 2018      | 하노이 T&T      |
| 2019      | 하노이 T&T      |

### 최다 우승팀
| 순위 | 구단                                                      | 우승횟수 |
| ---- | --------------------------------------------------------- | -------- |
| 1    | 비엣텔 하노이                                             | 6        |
| 2    | 베카멕스 빈즈엉 하노이 T&T 호찌민 시티                    | 4        |
| 3    | SLNA 다낭                                                 | 3        |
| 4    | 호앙아인 잘라이 동떰 롱안 동탑                            | 2        |
| 5    | 꽝남 하이꽌 남딘 하노이 FC 호찌민 시티 경찰 FC 통쿡드엉삿 | 1        |

### 역대 최다 득점자
| 시즌      | 이름                              | 소속팀                 | 골 |
| --------- | --------------------------------- | ---------------------- | -- |
| 1980      | 레반당                            | 콩안 하노이            | 10 |
| 1981-82   | 보탄손                            | 소콩응이엡             | 15 |
| 1982-83   | 응우옌꺼오끄엉                    | CLB 콴도이             | 22 |
| 1984      | 응우옌반등                        | 콩응이엡하 남딘        | 15 |
| 1985      | 응우옌반등                        | 콩응이엡하 남딘        | 15 |
| 1986      | 응우옌반등 응우옌민후이           | 콩응이엡하 남딘 하이콴 | 12 |
| 1987-88   | 루탄리엠                          | 하이콴                 | 15 |
| 1989      | 하브엉 응아우나이                 | 캉 사이공              | 10 |
| 1990      | 응우옌홍손                        | CLB 콴도이             | 10 |
| 1991      | 하브엉 응아우나이                 | 캉 사이공              | 10 |
| 1992      | 짠민토안                          | 꽝남-다낭              | 6  |
| 1993-94   | 응우옌콩롱 부이시탄               | 빈딘 롱안              | 12 |
| 1995      | 짠민치엔                          | 콩안탄포 호찌민        | 14 |
| 1996      | 레후인득                          | 콩안탄포 호찌민        | 25 |
| 1997      | 레후인득                          | 콩안탄포 호찌민        | 16 |
| 1998      | 응우옌반등                        | 남딘                   | 17 |
| 1999-2000 | 반사이투이                        | SLNA                   | 14 |
| 2000-01   | 당다오                            | 칸호아 FC              | 11 |
| 2001-02   | 호반로이                          | 캉 사이공              | 9  |
| 2003      | 에메카 아킬레푸                   | 남딘                   | 11 |
| 2004      | 아마오비 우주우루                 | 남딘                   | 15 |
| 2005      | 케슬레이 아우베스                 | 빈즈엉                 | 21 |
| 2006      | 엘레니우두 지 지수스              | 텝미엔남캉 사이공      | 18 |
| 2007      | 호세 에미디우 지 아우메이다       | 다낭                   | 16 |
| 2008      | 호세 에미디우 지 아우메이다       | 다낭                   | 23 |
| 2009      | 가스톤 메를로 라사루 지 소우사    | 다낭 꽌쿠 4            | 15 |
| 2010      | 가스톤 메를로                     | 다낭                   | 19 |
| 2011      | 가스톤 메를로                     | 다낭                   | 22 |
| 2012      | 티모시 안젬베                     | 하노이 FC (1956년)     | 17 |
| 2013      | 곤살로 다미안 마론클레 호앙부삼손 | 하노이 T&T             | 14 |
| 2014      | 호앙부삼손                        | 하노이 T&T             | 23 |
| 2015      | 파티요 탐브웨                     | 꽝남                   | 18 |
| 2016      | 가스톤 메를로                     | 다낭                   | 24 |
| 2017      | 응우옌아인득                      | 베카멕스 빈즈엉        | 17 |
| 2018      | 오세니 가니유                     | 하노이 T&T             | 17 |

## 같이 보기
- 베트남 축구 연맹
- 축구 대회 목록